# Tatort: Alibi für Amelie
Alibi für Amelie ist der Titel der insgesamt 14. Tatort-Folge mit Kriminalhauptkommissar Max Palu (Jochen Senf). Die 516. Tatort-Folge wurde am 24. November 2002 im Ersten erstmals ausgestrahlt. Es geht um den Tod zweier High-Tech-Forscher und den Unfalltod eines Palu bekannten Künstlers.

## Handlung
Palu bereitet sich fieberhaft auf einen Kochwettbewerb vor. Derweil kommt es vor einer High-Tech-Firma zu einem Streit, als der für einen vielversprechenden neuen Werkstoff hauptverantwortliche Leiter der Entwicklungsabteilung, Dr. Fabian Kurz, seinem Geschäftspartner Prof. Dichgans eröffnet, dass er seine Anteile an der gemeinsamen Firma verkaufen wolle und am nächsten Tag Deutschland verlassen werde, um seine Karriere in den USA fortzusetzen. Ein weiterer begabter Mitarbeiter, Retzlaff, beobachtet dies und wird wenig später von Kurz angerufen, dass er ihn nicht in die USA mitnehmen werde, weil er dort ein neues Team aufbauen wolle. Am nächsten Morgen wird Kurz aus nächster Nähe beim Joggen von einem ihm bekannten Mann erschossen. Palu und Deininger nehmen die Ermittlungen auf. Frau Kurz nimmt die Nachricht gelassen auf. In der Firma von Dichgans findet unterdessen eine Präsentation des neuen Stoffes statt, allerdings misslingt die Vorführung. Palu taucht dort auf und informiert die Anwesenden von Kurz’ Ermordung. Dichgans verschweigt Palu, dass Kurz gehen wollte und den Streit. Palu spricht mit Retzlaff, der sich allerdings distanziert und arrogant gibt. Palu wird auch Zeuge, wie Retzlaff seinen Mitarbeiter Christian Keitel abkanzelt. In diesem erkennt Palu den Sohn einer seiner besten Freunde und befragt ihn.
Palu erfährt währenddessen, dass auf Korsika der mit ihm befreundete Maler und Bildhauer Cornelius Faber tödlich verunglückt sei, auf dessen Vernissage er am nächsten Tag gehen wollte. Als Palu und Deininger nochmals Frau Kurz aufsuchen, taucht eine junge Frau namens Kathrin Lehmann bei ihr auf, die sich als Kurz’ Geliebte vorstellt. Frau Kurz beschimpft Frau Lehmann, worauf diese weinend das Haus verlässt. Palu und Deininger gegenüber äußert sie den Verdacht, dass Frau Kurz ihren Mann umgebracht hätte. Palu und Deininger suchen das Kosmetikstudio auf, bei dem Amelie Kurz Kundin ist, und überprüfen ihren angeblichen Termin zur Tatzeit dort. Die dort arbeitende Frau Guntrum, eine gute Freundin von Frau Kurz, hat den Termin gefälscht, um ein Alibi für Amelie Kurz zu konstruieren, die Polizisten durchschauen das. Daraufhin gibt Frau Guntrum an, dass Amelie Kurz eine Affäre hätte und sie diese Affäre deckt. Palu sucht Eliane Faber, die Frau des tödlich verunglückten Cornelius Faber, auf, mit der er ebenfalls befreundet ist. Er bringt ihr den Tod ihres Mannes schonend bei. Sie ist bestürzt, will aber die Vernissage mit seinen Werken trotzdem durchführen. Sie verrät Palu, dass sie finanziell in Schwierigkeiten und deshalb darauf angewiesen sei, mindestens zehn seiner Werke zu verkaufen. Christian Keitel sucht Retzlaff auf und fragt ihn, ob er in seinem Team arbeiten könnte. Retzlaff weist sein Ansinnen brüsk zurück.
Kurz hat vor seinem Tod sämtliche Daten von der Festplatte der Firma gelöscht. Dichgans vermutet, dass die Daten bei Retzlaff sind. Keitel schlägt Dichgans vor, diesen für sich zu gewinnen. Palu folgt Amelie Kurz nach Nancy, wo diese eine teure Investition tätigen will. Palu spricht sie dort auf ihr falsches Alibi an und gibt ihr einen Tag Zeit, den Namen ihrer Affäre zu nennen. Dichgans versucht, Retzlaff auf seine Seite zu bringen. Retzlaff weist ihn zurück, auch er möchte die Firma verlassen und hat Forschungen auf eigene Rechnung betrieben. Als Dichgans ihm Vorwürfe macht, gibt ihm Retzlaff zu verstehen, dass er den Streit zwischen ihm und Kurz beobachtet habe und ihn für verdächtig halte, Kurz erschossen zu haben. Palu sucht Kathrin Lehmann auf, diese sollte mit Kurz mitfliegen. Auf dem Flughafen habe sie dann vergeblich gewartet und geahnt, dass diesem etwas zugestoßen sei. Seinen Mitarbeiter Retzlaff wollte er mitnehmen. Palu entdeckt bei ihr ein Gemälde von Cornelius Faber; sie sagt Palu, dass sie das Bild von Fabian Kurz bekommen hätte, diese seien gut befreundet gewesen. Als Palu ihr sagt, er sei am gleichen Tag wie Fabian umgekommen, sagt die Universitätsdozentin, die auch Arbeiten für Kurz durchführte, dass sie nicht an Zufälle glaube. Palu sucht Retzlaff auf, der bestätigt, dass er mit Kurz zusammen in die USA wollte. Er berichtet Palu vom Streit zwischen Dichgans und Kurz; darauf angesprochen bestreitet Dichgans, Kurz ermordet zu haben.
Retzlaff und Kathrin Lehmann treffen sich. Retzlaff erzählt ihr, dass Kurz ihn abservieren und doch nicht in die USA mitnehmen wollte. Retzlaff schlägt Kathrin Lehmann vor, als „Erben“ von Fabian Kurz zusammenzuarbeiten und die sieht dies positiv. Bei der Vernissage findet Palu heraus, dass Eliane Faber und Amelie Kurz sich kannten. Dichgans verkündet auf einer Mitgliederversammlung feierlich, dass seine Firma vor einem Vorvertrag mit einer US-Firma stehe. Retzlaff stört die Versammlung und verspottet Dichgans als „Nichtskönner“. Dichgans kündigt ihm fristlos, Christian Keitel möchte zwischen Retzlaff und Dichgans vermitteln. Palu fragt während der Vernissage Eliane, wie gut diese Amelie Kurz kenne. Eliane reagiert gereizt, antwortet dann aber, dass sie sie über ihre befreundeten Ehemänner kennen gelernt hätte. Währenddessen wird Retzlaff von einem Auto überfahren und dem am Boden Liegenden eine CD aus der Jacketttasche gestohlen. Der Schwerverletzte sagt zu den Sanitätern, dass es kein Unfall gewesen sei. Deininger ist am Tatort, kann aber Palu nicht erreichen, der Amelie Kurz verfolgt hat und sie beim Liebesspiel in freier Natur an einer Ruine mit ihrem Liebhaber beobachtet. Dieser ist Christian Keitel, der ihr sagt, dass er noch heute Nacht an den Computer von Fabian Kurz muss. Palu geht auf die beiden zu. Deininger erreicht Palu und informiert ihn, dass Retzlaff seinen Verletzungen erlegen ist. Dieser informiert umgehend Amelie Kurz und Christian Keitel.
Palu redet später mit Keitel alleine und teilt ihm mit, dass Retzlaffs Tod kein Unfall war. Das gesamte Know-how hätte laut Keitel dem Institut zur Verfügung gestellt werden müssen, denn die Firma finanzierte ja diese Forschungen. Palu sieht darin ein Mordmotiv für Dichgans. Palu veranlasst die Beschlagnahme von Dichgans’ Wagen. Keitel und Amelie fahren zu ihr nach Hause und Keitel bekommt Zugang an Fabian Kurz’ Laptop, findet die Daten und jubelt. Er kopiert sich die Daten und will damit in die USA. Amelie dringt darauf, mitzukommen, begreift aber, dass Keitel nur noch von sich selbst spricht und sie keine Rolle mehr spielt. Er sagt ihr knallhart ins Gesicht, dass er nunmehr Prioritäten setzen müsse. Als Keitel morgens zur Ruine zurückkehrt und die Vorderseite seines Wagens begutachtet und abwischt, ist auch Palu anwesend und sagt ihm, er solle keine Spuren verwischen. Im Revier hat man erfahren, dass Kurz eine Pistole wie die Mordwaffe besaß. Deshalb gehen Palu und Deininger davon aus, dass Amelie Kurz in den Mord involviert ist. Deininger ist allerdings der Meinung, dass sie die Waffe Keitel gegeben und dieser Kurz erschossen habe. Dichgans’ Wagen weist derweil keine Unfallspuren auf. Keitel wird festgenommen, gibt zu, einen Unfall mit Fahrerflucht an Retzlaff verschuldet und ihm eine CD mit dem Zugang zu den Forschungsergebnissen entwendet zu haben, bestreitet aber den Mord an Kurz – Amelie sei während dieser Zeit bei ihm gewesen. Die Waffe von Kurz ist verschwunden, Amelie Kurz weiß nicht, wohin. Sie sagt Palu gegenüber, dass Christian Keitel mit ihr Schluss gemacht hätte, nachdem er an die Daten von Fabian Kurz gekommen sei.
Palus Freundin Margit, die vor Jahren auch mit Cornelius Faber liiert war, glaubt nicht, dass Faber tot ist, da er ein guter Autofahrer gewesen sei. Die Leiche sei verkohlt gewesen, deshalb glaubt sie, dass der Tote auch jemand anders gewesen sein könnte. Palu wird ebenfalls misstrauisch und von der Versicherung informiert, dass Faber fünf Wochen vor seinem tödlichen Unfall eine Lebensversicherung über 5 Mio. Euro abgeschlossen hat. Amelie Kurz trifft sich mit Palu und teilt ihm mit, dass sie morgens zur Tatzeit Keitel besucht hat, und nennt Zeugen. Somit haben beide ein Alibi. Später treffen sich Amelie Kurz und Eliane Faber, die ein lesbisches Verhältnis haben. Palu informiert Dichgans, dass er nicht mehr verdächtig sei, Retzlaff ermordet zu haben. Er habe Keitel, der die Daten von Kurz in seinen Besitz gebracht hat, verhaftet. Dichgans präsentiert nun als Alibi für den Mord an Kurz, für den er noch tatverdächtig ist, den Besuch bei einer Domina, wo er sich „für den Tag gestärkt“ hat. Cornelius Faber taucht im Ausstellungsraum seiner Bilder bei seiner Frau auf. Die reagiert wütend, weil sie doch in London verabredet gewesen seien. Faber hatte aber die Eingebung, dass sie und Amelie Klein dort nicht hinkommen würden, und möchte das Treffen gleich hier im Atelier stattfinden lassen. Palu sucht die letzte verbliebene Verdächtige Kathrin Lehmann auf. Diese teilt ihm mit, dass Kurz und Faber kurz vor Fabers Tod an ihrem Telefon mächtig stritten: Kurz hatte Faber einen Kredit versprochen, aber nicht gegeben und ihn nur beschimpft. Derweil wollen Eliane Faber und Amelie Kurz Cornelius Faber nur einen Anteil vom Verkaufserlös seiner Bilder geben, nicht aber von der Lebensversicherung und von seinem Vermächtnis, um mehr Geld für ihr gemeinsames zukünftiges Leben auf einer gekauften Insel in der Karibik zu haben. Palu und Deininger suchen das Atelier von Eliane Faber auf, Palu tritt unbemerkt ein, hört mit, dass die Frauen den Mordplan ausgeheckt hatten, Cornelius Faber Kurz erschossen und einen tödlich verunglückten Motorradfahrer in sein Auto gelegt hat, und greift ein, als Faber mit Kurz’ Waffe auf seine Frau schießen will. Das mörderische Trio wird festgenommen.
Palu verpasst aufgrund der Ereignisse seinen Kochwettbewerb, allerdings ist Margit mit seinem Rezept für ihn eingesprungen und hat gewonnen. Palu kommt zur Siegerehrung und ist stolz auf seine Freundin.

## Rezeption

### Einschaltquoten
Alibi für Amelie erreichte bei seiner Erstausstrahlung am 24. November 2002 insgesamt 8,32 Mio. Zuschauer, was einem Marktanteil von 22,9 % entsprach.

### Kritiken
TV Spielfilm hob den Zeigefinger: „Merke: Mit der Zahl der Verdächtigen steigt nicht automatisch die Spannung“ und urteilte: „Ein absurdes Skript - Palu muss strampeln“.
Kino.de urteilte: „Wie stets hüpft Huby, der ja auch die ‚Tatorte‘ aus Stuttgart schreibt, fröhlich zwischen den verschiedenen Erzählebenen hin und her: Eigentlich will sich Palu (Jochen Senf) in Ruhe auf einen Kochwettbewerb vorbereiten. Kein Wunder, dass ihm bei so viel kochender Leidenschaft die Ermittlungen eher lästig sind. Immerhin findet der Kommissar in Hans-Christoph Blumenberg, Stammregisseur der Krimis aus Saarbrücken, einen Bruder in Geiste: Blumenberg inszeniert etwa im gleichen Tempo, in dem das kommissarische Schwergewicht radelnd durch Saarbrücken keucht.“